# Murshed Khater
Murshed Khater (arabisch مرشد خاطر, DMG Muršid Ḫāṭir; * 1888; † 1962) war ein syrischer Arzt, Hochschullehrer und Politiker. Er war erster Dekan der medizinischen Fakultät der Universität Damaskus und Gesundheitsminister des Landes von 1951 bis 1953.

## Wirken
Murshed Khater wurde im Distrikt Chouf im Osmanischen Reich geboren. Er absolvierte seine Schulausbildung in Beirut und erwarb dort 1911 einen Hochschulabschluss in Medizin. Während des Ersten Weltkriegs wurde er 1915 zur osmanischen Armee eingezogen und geriet 1916 in britische Gefangenschaft. Nach seiner Freilassung schloss er sich der Arabischen Revolte unter Faisal I. gegen die Osmanen an. Er war Beteiligter im Einmarsch der Truppen Faisals in Damaskus am 1. Oktober 1918.
1919 verließ er die Armee und widmete sich dem Aufbau arabischsprachiger medizinischer Hochschulstrukturen in Syrien. Er gründete ein Institut für Medizin und fungierte als Chefarzt der chirurgischen Abteilung des Militärkrankenhauses von Damaskus. 1923 wurde er der erste Dekan der medizinischen Fakultät der Universität Damaskus. Er führte seine Tätigkeit als Hochschullehrer bis 1946 weiter und war einer der Herausgeber des Medizinischen Magazins (al-Madschalla at-Tibbiyya) der Universität. Khater erhielt hohe zivile Auszeichnungen des syrischen Staates und wurde 1951 von Adib asch-Schischakli zum Gesundheitsminister ernannt. Nach dem Niedergang von Schischaklis Herrschaft zog sich Khater wieder auf seine medizinische Tätigkeit zurück. Er verfasste medizinische Fachwerke, darunter eine arabischsprachige, sechsbändige Enzyklopädie chirurgischer Krankheiten.